# Redding (Kalifornia)
Redding város az USA Kalifornia államában. Lakosainak száma 93 611 fő (2020. április 1.).

## Népesség
A település népességének változása:

| 2010 | 89 861 |
| 2020 | 93 611 |